# Marko Bijač
Marko Bijač (ur. 12 stycznia 1991) – chorwacki piłkarz wodny, bramkarz. Srebrny medalista olimpijski z Rio de Janeiro.
Zawody w 2016 były jego pierwszymi igrzyskami olimpijskimi. W 2013 zdobył brązowy medal mistrzostw świata, w 2015 srebro tej imprezy. W 2017 Chorwaci zdobyli tytuł mistrzów świata, w 2019 ponownie zajęli trzecie miejsce. Na mistrzostwach Europy w 2018 sięgnął po brąz. Jego ojciec również był waterpolistą.